# Marie-Immaculée de Bourbon-Siciles
Marie-Immaculée de Bourbon, princesse des Deux-Siciles, née à Naples le 14 avril 1844 et morte à Vienne le 18 février 1899, est une princesse de Bourbon-Siciles devenue par mariage, en 1861, archiduchesse d'Autriche et princesse de Toscane.

## Biographie

### Famille
Troisième fille et quatrième des douze enfants du roi Ferdinand II des Deux-Siciles (1810-1859) et de sa seconde épouse Marie-Thérèse de Habsbourg-Lorraine-Teschen (1816-1867), la princesse Marie-Immaculée naît au palais royal de Naples, le 14 avril 1844, quatre ans avant la révolution qui ébranle le trône napolitain. Le roi ordonne une répression sévère allant jusqu'à faire bombarder la ville de Messine ce qui lui vaut le surnom de « re Bomba ». Il devient l'incarnation du souverain réactionnaire, alors qu'en 1839 le roi Guillaume Ier des Pays-Bas avait fait bombarder Anvers et qu'en 1848 le roi de Sardaigne, Victor-Emmanuel II, avait fait bombarder Gènes.
Le 22 mai 1859, le roi Ferdinand II meurt et son fils aîné, François II, jeune homme de 23 ans sans expérience politique, ceint la couronne. L'Expédition des Mille de Garibaldi soutenue par le roi de Sardaigne qui veut unifier l'Italie à son profit, vainc les troupes napolitaines et la famille royale se réfugie dans la citadelle de Gaëte, où elle soutient un siège de plusieurs mois tandis que le royaume des Deux-Siciles, après un référendum controversé, rejoint le nouveau royaume d'Italie. Le siège de Gaète, initié par les partisans le 13 novembre 1860, se conclut le 13 février 1861, et les derniers Bourbons de Naples partent en exil. Vaincue, la famille royale, dont Marie-Immaculée, se réfugie dans les États pontificaux à l'invitation du pape Pie IX en février 1861.

### Mariage et postérité

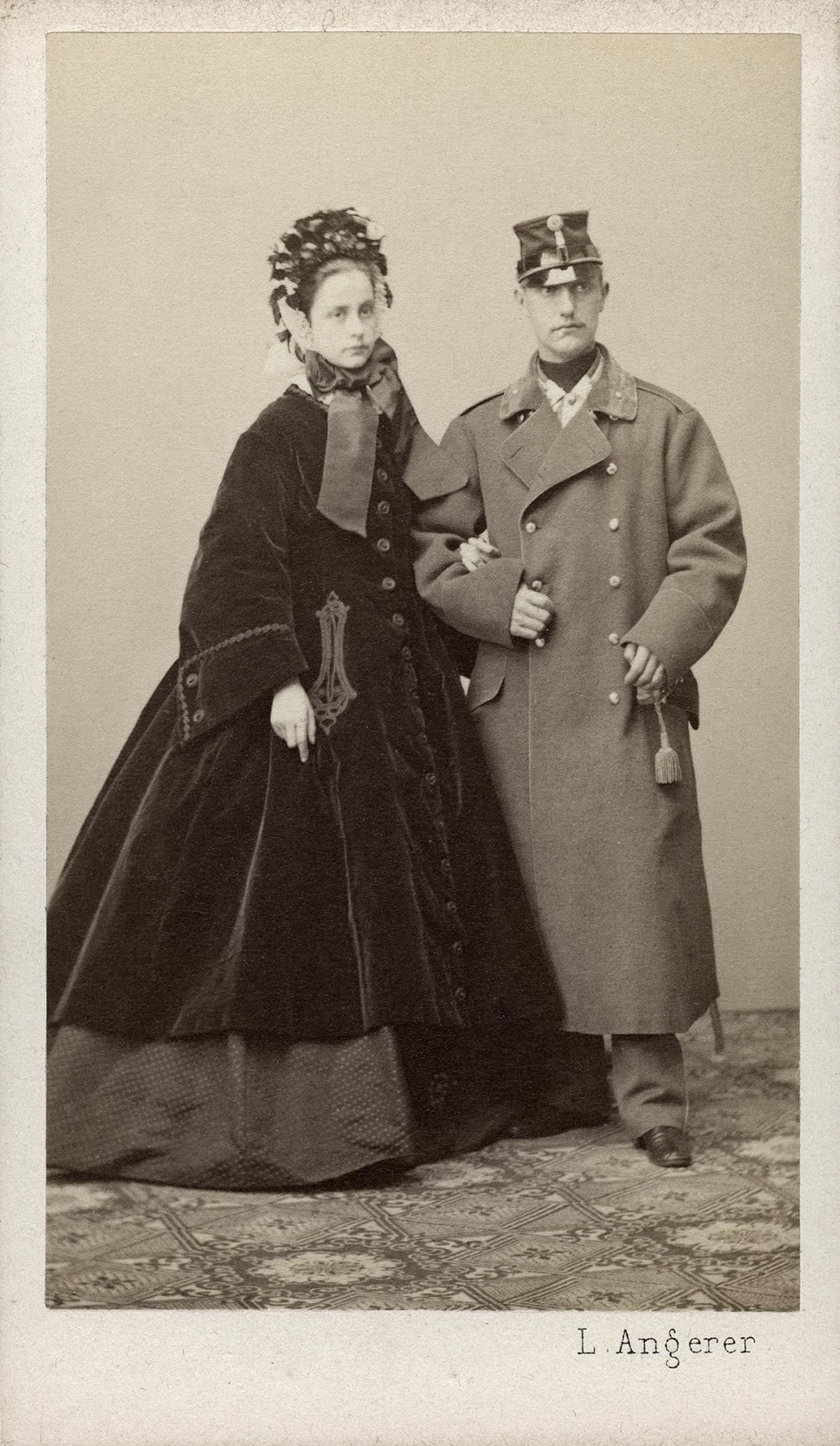
Marie-Immaculée et Charles Salvator par Ludwig Angerer vers 1861.

Marie-Immaculée de Bourbon-Siciles épouse à Rome, le 19 septembre 1861, son cousin germain Charles Salvator de Habsbourg-Toscane (né à Florence le 30 avril 1839 et mort à Vienne le 18 janvier 1892), fils du grand-duc Léopold II de Toscane et de la princesse Marie-Antoinette de Bourbon-Siciles. Le marié est le frère cadet du grand-duc Ferdinand IV de Toscane, autre souverain italien dépossédé de ses états, en 1860, au profit du nouveau royaume d'Italie, victime de l'ambition du roi de Sardaigne. 
Dix enfants sont nés de cette union, :
- Marie-Thérèse de Habsbourg-Toscane (1862-1933), elle épouse en 1886 l’archiduc Charles-Étienne de Teschen ;
- Léopold Salvator de Habsbourg-Toscane (1863-1931), épouse en 1889 la princesse Blanche de Bourbon, dont dix enfants ;
- François-Salvator de Habsbourg-Toscane (1866-1939), en 1890 il épouse Marie-Valérie d'Autriche, dont dix enfants, en 1934 il épouse Mélanie von Risenfels ;
- Caroline Marie de Habsbourg-Toscane (1869-1945), elle épouse en 1894 Auguste Léopold de Saxe-Cobourg (1867-1922) ;
- Albert Salvator de Habsbourg-Toscane (1871-1896), célibataire ;
- Marie-Antoinette de Habsbourg-Toscane (1874-1891) ;
- Marie-Immaculée de Habsbourg-Toscane (1878-1968), en 1900 elle épouse Robert de Wurtemberg ;
- Rainier Salvator de Habsbourg-Toscane (Vienne 27 février 1880 - Arco 4 mai 1889) ;
- Henriette de Habsbourg-Toscane (Vienne 20 février 1884 - Traunkirchen, Haute-Autriche 13 août 1886) ;
- Ferdinand Salvator de Habsbourg-Toscane (Baden près Vienne 2 juin 1888 - Traunkirchen, Haute-Autriche 28 juillet 1891).

### Mort
Le 18 février 1899, veuve depuis sept ans, Marie-Immaculée de Bourbon-Siciles meurt, à Vienne, à l'âge de 54 ans. Elle est inhumée dans la « Crypte Ferdinand » Ferdinandsgruft, crypte des Capucins à Vienne.

## Honneurs
Marie-Immaculée de Bourbon-Siciles est :
- Dame noble de l'ordre de la Croix étoilée, Autriche-Hongrie ;
- Dame d'honneur de l'ordre de Thérèse (royaume de Bavière) ;
- Dame de l'ordre de Sainte-Élisabeth (royaume de Bavière) ;
- Dame grand-croix de justice de l'ordre sacré et militaire constantinien de Saint-Georges (maison de Bourbon-Siciles).

## Hommage
Un rosier thé lui est dédié en 1887 sous le nom d'« Archiduchesse Maria Immaculata ».